# Abu Yúsuf Yaacub al-Mansur

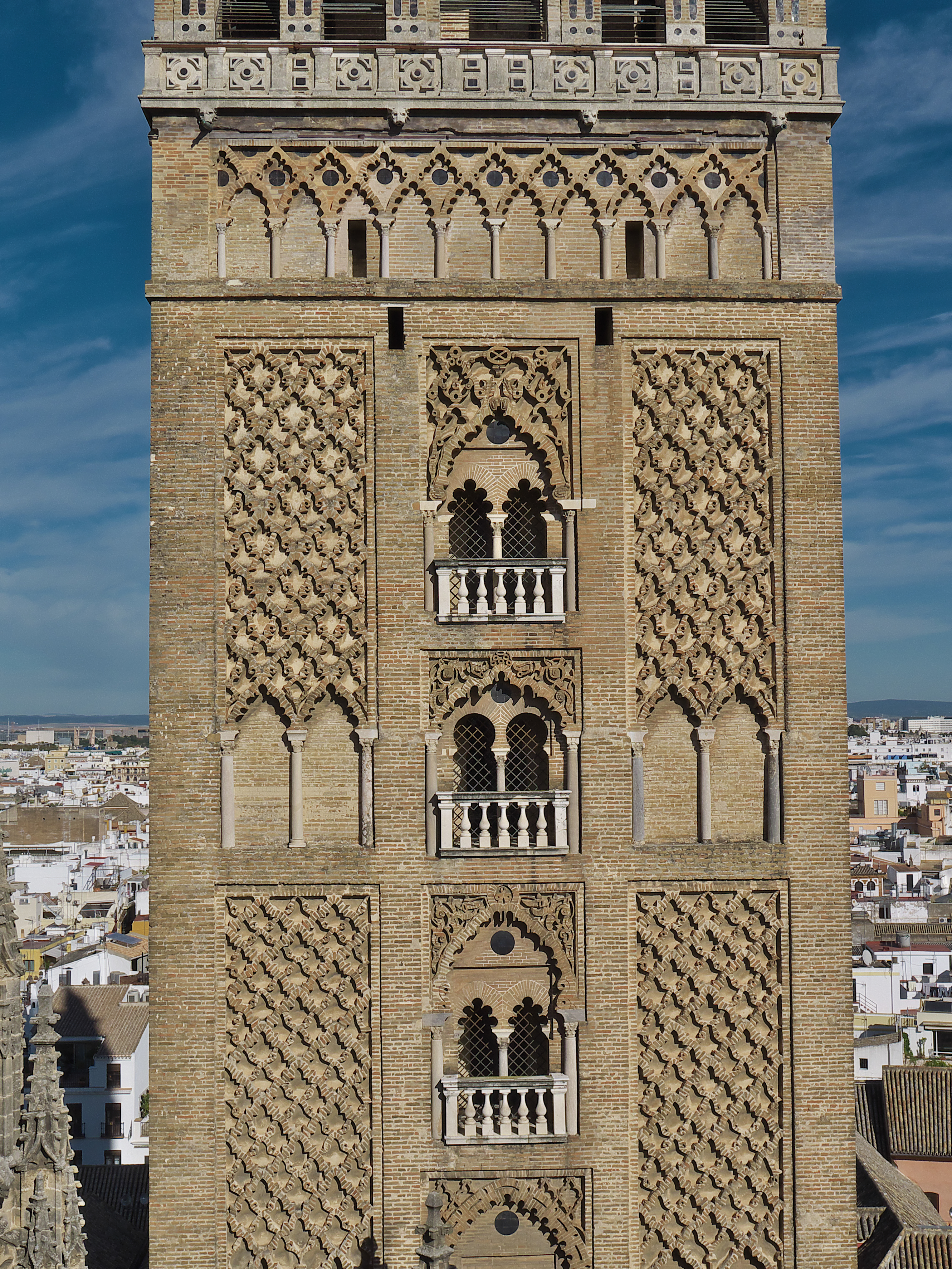
La Giralda de Sevilla

Abu Yúsuf Yaacub al-Mansur (en árabe: أبو يوسف يعقوب المنصور‎ Abū Yūsuf Yaʿqūb al-Manṣūr), fue un califa almohade (1184-1199) hijo de Abu Yaacub Yúsuf, Yúsuf I.

## Origen
Era hijo del anterior califa almohade, Abu Yaacub Yúsuf y de una esclava regalo del señor de Silves. Nació a principios del 1160.

## Ascenso al trono

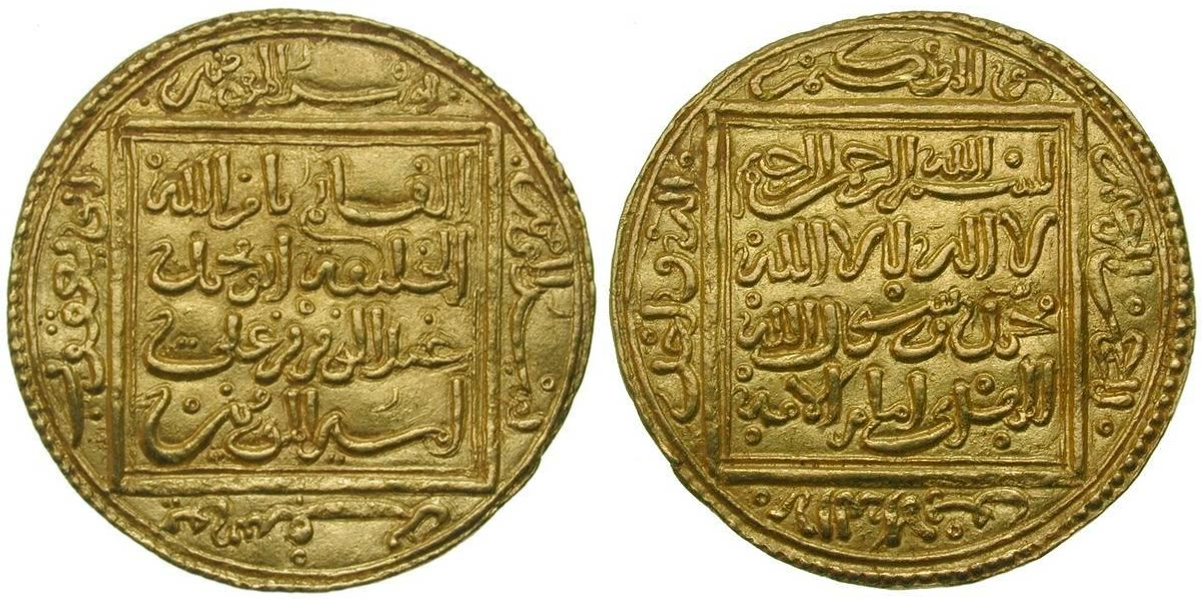
Moneda del califa almohade Abu Yaqub Yusef (1163-1184 d. C.).

En 1183, al-Ándalus sufría una presión agresiva de las fuerzas castellanas y portuguesas, que hostigaban el campo sevillano. Ese año, los leoneses asediaron Cáceres. En respuesta, en diciembre de ese año el califa Abu Yaacub Yúsuf reunió un gran ejército que debía pasar a la península. Cruzó el estrecho de Gibraltar y entró en la ciudad de Sevilla el 25 de mayo de 1184. El califa salió de esta ciudad el 7 de junio, hacia Badajoz, para luego dirigirse al oeste con la intención de conquistar la población de Santarém a la que llegó el 27 de junio. Esta ciudad estaba defendida por Alfonso I de Portugal. El asedio duró hasta el 3 o 4 de julio de 1184, cuando el califa decidió retirarse y fue herido de muerte en la confusa maniobra. Su muerte se mantuvo en secreto hasta que el ejército alcanzó Sevilla y se pudo proclamar soberano a su hijo.
Abu Yúsuf Yaacub al-Mansur fue proclamado califa en el alcázar de Sevilla el 10 de agosto de 1184. Casi de inmediato, tras obtener el reconocimiento del territorio, pasó al Magreb, en septiembre. Tras sobornar a los familiares que en principio se habían opuesto a su entronización, se proclamó nuevamente en Rabat y pasó enseguida a Marrakech.

## Reinado
Su reinado coincidió con el periodo de máximo esplendor del imperio almohade en la península ibérica.
En el 1191, tras volver enfermo de su primera campaña en al-Ándalus como califa, nombró heredero a su hijo Muhámmad an-Násir, proclamación que repitió luego, de nuevo con mala salud, poco antes de morir, en el 1198.
Se propuso reformar el imperio, luchando contra el lujo y la relajación de costumbres, al tiempo que reforzaba su poder militar. Su primera acción fue la derrota de los Banu Ganíyah de Mallorca, que estaban dañando el comercio del imperio patrocinando la piratería.
Según el arabista Francisco Javier Simonet, el califa Yacub Almansur presumía de la intolerancia islámica, diciendo que desde la fundación del imperio almohade «no había tolerancia ni clientela para el judío ni para el cristiano, ni quedaba en todo el país de los musulmanes en Occidente sinagoga ni iglesia».
Dejó a su hermano Abu Yahya como gobernador de al-Ándalus mientras el pacificaba y conquistaba todo el norte de África hasta Ifriqiya sometiendo diferentes levantamientos de distintas cabilas. 

### Batalla de Alarcos
El 1 de junio de 1195, Abū Yūsuf desembarcó sus tropas en la península ibérica, en la línea de costa entre Alcazarseguir y Tarifa. Llegó hasta Sevilla, donde logró reunir un ejército de trescientos mil hombres, entre caballería y peones, formado por todo tipo de mercenarios, tropas regulares, etc. Alcanzó Córdoba el 30 de junio, donde se hallaban las tropas de Pedro Fernández de Castro el Castellano, señor de la Casa de Castro y del Infantado de León, quien había roto sus vínculos de vasallaje con su primo el rey Alfonso VIII; allí también perdió la vida el cabeza del linaje Velasco y señor de la Casa de Velasco, quien fuera comendador general de Castilla y visitador general de la Orden Militar y Religiosa de Santiago, Sancho Rodríguez de Velasco. 
El 4 de julio Abū Yūsuf partió de Córdoba, cruzó Despeñaperros y avanzó por la explanada donde se alzaba el castillo de Salvatierra, a los pies del de Calatrava. El rey castellano Alfonso VIII, con la coalición de los reinos de León, Navarra y Aragón, puesto que el poderío almohade amenazaba a todos por igual, marchó hacia Alarcos. Esta ciudad fortaleza estaba aún en construcción y era el extremo de las posesiones de Castilla, formando frontera con al-Ándalus.  El califa almohade obtuvo una aplastante victoria sobre los cristianos, a raíz de la cual tomó el sobrenombre de al-Mansur, «el Victorioso». Rehusó firmar una tregua con el monarca castellano, al que 
volvió a atacar la primavera del año siguiente y en la de 1197. De vuelta de esta segunda aceifa, aceptó firmar la paz con los castellanos, aunque no con los leoneses, para afrontar las incursiones de los Banu Ganiya en Ifriqiya. Pese al pacto entre leoneses y castellanos, que corrieron las fronteras andalusíes durante el resto del 1197, mientras el califa permanecía en Sevilla rematando obras de la ciudad.
Volvió al Magreb en abril del 1198, ya enfermo. En sus últimos meses de vida, redobló sus gestos piadosos y sopesó el abdicar para dedicarse en exclusiva a la religión. Falleció en enero del 1199 y se lo enterró en Tinmel. Le sucedió su hijo Muhámmad an-Násir, que había sido nombrado heredero en el 1191 y confirmado como tal en el 1198. Otros dos de sus hijos, al-Ádil y al-Mamún, alcanzaron también el trono, en el 1124 y en el 1127, respectivamente.
Tras la victoria, firmó la paz con los reyes de Navarra, León y Portugal, al tiempo que atacaba las posiciones castellanas, desmantelando sus posiciones en La Mancha. Logró también derrotar al rebelde Ibn Ganiya en el desierto de Libia.

## Arte y cultura en su época
Fue, incluso más que los dos califas anteriores, muy dado a las obras públicas. Entre estas destacan la construcción del castillo de Aznalfarache, que deseaba usar como residencia durante sus campañas en al-Ándalus, la conclusión del alminar de la mezquita de Sevilla —que constituye el cuerpo principal de la Giralda—, una ciudadela en  Rabat y varios importantes edificios (un conjunto palaciego, un hospital, la ampliación del alcázar) en la capital almohade, Marrakech. También se finalizó la mezquita Kutubía de Marrakech.